# 川崎郷太
川崎 郷太（かわさき きょうた、1961年11月6日 - ）は、日本の特撮監督、映画監督、脚本家。平成ウルトラマンの演出で知られる。東京都出身。

## 経歴
1984年、日本大学藝術学部卒業（卒業制作の題名は「恐竜泥棒」）。同年、木下プロダクションに入社し、テレビドラマの現場に付く。1988年、休職して渡米。ディズニー映画『ミクロキッズ』SFX班にインターンとして参加。帰国後に復職し、展示映像の映像やオリジナルビデオを監督する。1990年よりフリーランス。
2006年以後の作品はないが、八木毅など旧知の監督が川崎と会談している。

## 特色
円谷プロダクション製作のウルトラシリーズにおいて、史上初めて脚本・監督・特技監督の三役を一つのエピソードで公式に兼ねた。演出にあたっては「なんか一人のヒーローが来て、デカイ怪獣倒したら、みんな平和になるっていうのは嘘だろうというのが根底にあるんです」と語り、シリーズの約束事を問い直すエピソードが多く、視聴者の賛否両論を呼んだ。

## 作品
- 『実相寺昭雄の不思議館』（1992年、コダイ）
- 『電光超人グリッドマン』（1993年、円谷プロ・TBS）- 7、8話監督
- 『ウルトラマンティガ』（1996年、円谷プロ・MBS）- 5、6、15、16、27、28、38、39話監督
- 『ウルトラマンダイナ』（1997年、円谷プロ・MBS）- 41、42話監督
- 『天才てれびくん ゴーストカンパニー』（1998年、NHK）- 15話監督
- 『スターぼうず』（2000年、円谷映像・TBS・東宝）
- 『時空警察ヴェッカーD-02』（2002年、テレビ朝日）
- 『魔弾戦記リュウケンドー』（2006年、松竹・テレビ愛知）
- 『生物彗星WoO』（2006年、円谷プロ・NHK）

## 著書
- 『ウルトラマン科特隊奮戦記 ジャイアント作戦』（1993年、朝日ソノラマ）